# 高重
高重（?—9世纪?），字文明，唐朝渤海郡蓨县（今河北省景县）人。凌烟阁功臣高士廉第四子高真行的玄孙，殿中丞、蒲州長史高峻曾孙，餘杭令高迥之孙，魏州別駕高象的儿子。
高重以明经中第，李巽表奏他为盐铁转运巡官，称职，任官十年，官至司门郎中。唐敬宗置侍讲学士，高重以简厚惇正，与崔郾出任。宝历元年（825年）七月乙丑，侍讲学士崔郾、高重进《纂要》十卷，敬宗赐他们锦采二百匹。唐文宗喜欢《左氏春秋》，命分列国各成书，高重于是作《春秋纂要》，别名《经传要略》。崔郾与高重整理《六经》嘉言要道，区分事类，共四十卷，名《诸经纂要》。与郑覃刊定《九经》于石。大和四年（830年）十一月，以同州刺史高重为潭州刺史、兼御史中丞，充湖南观察使，再擢升为国子祭酒。大和九年（834年）七月以国子祭酒高重为鄂岳观察使，因为美政被褒赏。开成三年（838年）五月以吏部侍郎高锴为鄂岳观察使，替代高重；高重为兵部侍郎。很久之后，拜太子宾客，分司东都。官至檢校戶部尚書，封渤海縣子。去世后，赠太子少保。

## 子孙
- 高元經，河南兵曹參軍
- 高德明，大理評事
- 高光庭，右金吾卫冑曹參軍
- 高由庚，華州參軍
- 高公衡，河中觀察支使
  - 高育，字全之